# Hans Alfredson
Hans Alfredson (Malmö, 1931. június 28. – Lidingö, 2017. szeptember 10.) svéd színész, rendező.
Népszerű és ismert párost alakított a szintén színész, rendező Tage Danielssonnal, kettejükre gyakran csak „Hasseåtage”-ként (azaz „Hasse és Tage” párosként) hivatkoztak. Alfredson igazi védjegye az úgynevezett „humorista humanizmus” volt, hogy képes volt rögtönözni abszurdan komikus helyzetekben, mint például a híres Lindeman párbeszéd. Az 1981-ben bemutatott, Stellan Skarsgård főszereplésével készült drámája, Az együgyű gyilkos (Den enfaldige mördaren) részt vett a 32. Berlini Nemzetközi Filmfesztiválon.
1992 és 1994 között a stockholmi Skansen szabadtéri múzeum igazgatója volt. Alfredson több regényt írt, néhányat a Monty Pythonhoz hasonló komikus stílusban, néhányban a tragikum a domináns, néhányban pedig mindkét stílus ötvöződik.
Alfredson két fia – Daniel és Tomas – nemzetközi szinten ismert filmrendező.

## Fontosabb filmjei
- 2009 – A kártyavár összedől (Luftslottet som sprängdes) – Evert Gullberg
- 2008 – Örök pillanatok (Maria Larssons eviga ögonblick) – börtönőr
- 1996 – Négyszemközti beszélgetések (Enskilda samtal) – Agrell püspök
- 1978 – Picasso kalandjai (Picassos äventyr) – Don Jose
- 1972 – Az új haza (Nybyggarna) – Jonas Petter
- 1971 – Emigránsok (Utvandrarna) – Jonas Petter
- 1970 – Szökésben Pippivel (På rymmen med Pippi Långstrump) – Konrad
- 1968 – Szégyen (Skammen) – Lobelius

## Fordítás
- Ez a szócikk részben vagy egészben  a   Hans_Alfredson című angol Wikipédia-szócikk fordításán alapul.  Az eredeti cikk szerkesztőit annak laptörténete sorolja fel. Ez a jelzés csupán a megfogalmazás eredetét és a szerzői jogokat jelzi, nem szolgál a cikkben szereplő információk forrásmegjelöléseként.